# Jhon Córdoba
Jhon Andrés Córdoba Copete (Istmina, Chocó, 11 de mayo de 1993) es un futbolista colombiano. Juega como delantero centro y su equipo actual es el F. C. Krasnodar de la Russian Premier Liga. Es también internacional absoluto con la selección de Colombia desde el 16 de noviembre de 2023.

## Trayectoria

### Envigado F. C.
Un canterano del Envigado F. C., Córdoba hizo su debut profesional con el club en el torneo  apertura 2011, jugó solo 2 partidos y no pudo anotar un solo gol. A pesar de ello, Córdoba fue todavía tenido en cuenta para jugar la Copa Colombia 2011, logrando anotar contra equipos tradicionales como el Independiente Medellín y Once Caldas. Sin embargo, Envigado terminó último en su grupo, por lo tanto, fue eliminado de la copa. A partir del torneo finalización 2011, Córdoba estuvo como titular en el once inicial. Después de su estallida temporada con Envigado, Córdoba anotó 5 goles en 18 apariciones. Su partido más notable fue una derrota por 3-2 ante Once Caldas, en el que anotó un doblete.
Córdoba defendió con éxito su lugar a partir del torneo Apertura 2012. Terminó la temporada como máximo goleador de Envigado con 6, el logro de esta cifra en 16 partidos.

### Chiapas F. C.
Después de una temporada impresionante con Envigado, Córdoba fue firmado por el club mexicano del Jaguares de Chiapas, el 9 de julio de 2012. Hizo su debut el 20 de julio de 2012 contra Tigres de la UANL. Después de pasar 4 meses en México, Córdoba finalmente anotó su primer gol en el triunfo por 4-0 ante San Luis. En Chiapas tuvo una discreta actuación anotando tan solo dos goles, uno de ellos en la Copa de México en un total de 21 partidos.

### España
El 2 de septiembre de 2013 se anunció que se uniría al Espanyol de España. El acuerdo consistiría en un préstamo por un año con una opción de compra de 3,5 millones de euros. 
El 30 de noviembre, Córdoba anotó su primer gol en un partido contra la Real Sociedad. Después, el 25 de enero, anotó su segundo gol en un partido contra el Valencia C. F. Terminó la temporada con cuatro goles tras un total de 28 partidos. El Espanyol finalmente no ejerció la opción de compra que tenía por Córdoba.
El 12 de agosto de 2014 firmó un contrato de cinco años con el Granada C. F., también español. Córdoba debutó y marcó con su nuevo club en la cuarta jornada de liga, el 20 de septiembre en una victoria por 0-1 ante el Athletic de Bilbao.

### Alemania
El último día de mercado del verano de 2015 se confirmaba la cesión por una temporada al Mainz 05 de la 1. Bundesliga con una opción de compra sobre el colombiano. Debutó el 23 de septiembre en la derrota de su equipo por la mínima diferencia frente al Bayer 04 Leverkusen entrando al minutos 81 por la sexta fecha. Su primer gol lo marcaría el 20 de febrero en la derrota 3-2 al Hoffenheim. Marcaría el 2 de marzo el gol de la victoria como visitantes 2-1 sobre el Bayern Múnich completando tres partidos consecutivos marcando.
Su primer gol internacional lo marcaría por la Liga de Europa de la UEFA el 29 de septiembre de 2016 en la victoria como visitantes 3-2 sobre el Qäbälä anotando un minuto después de haber ingresado.

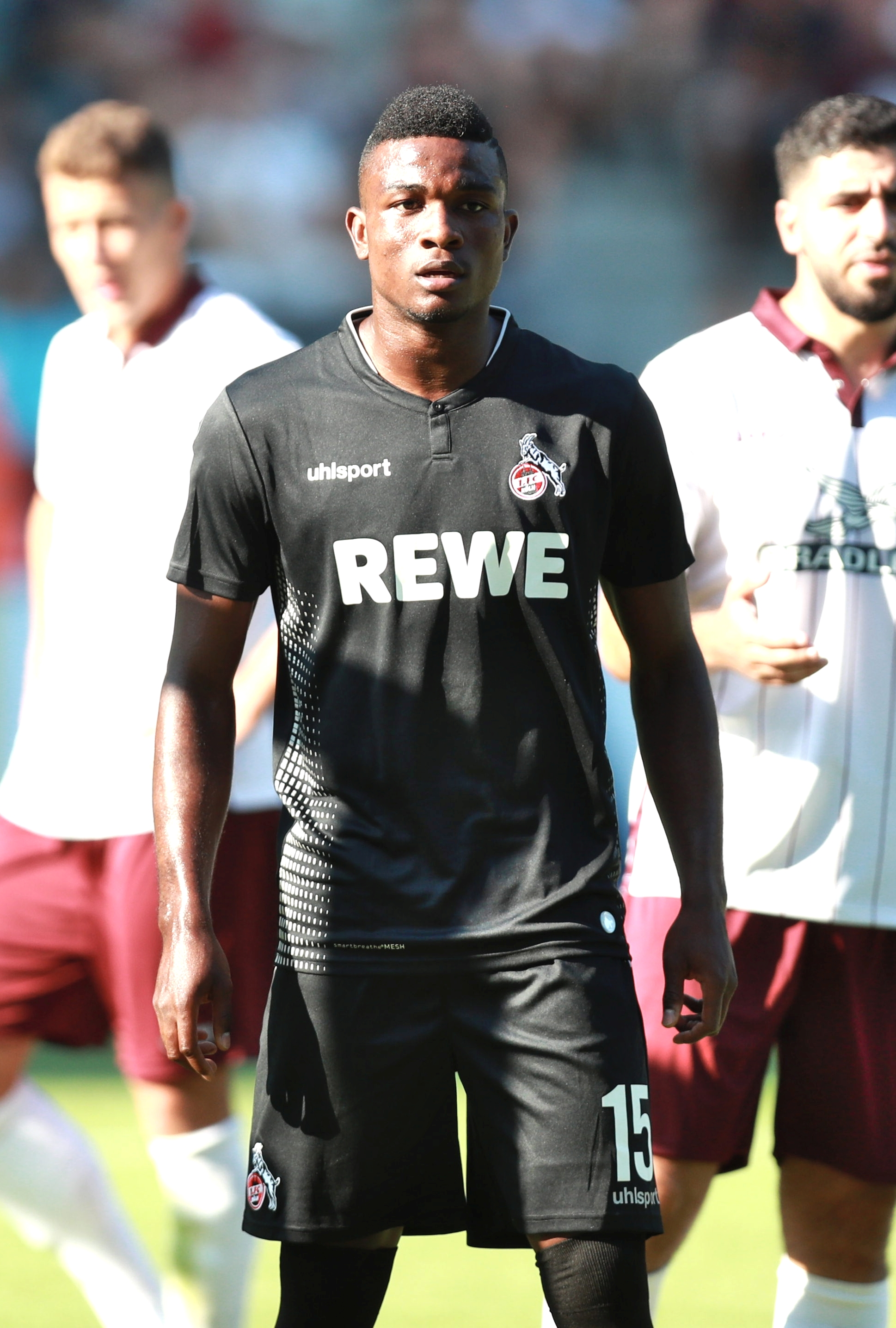
Córdoba con el F. C. Köln en la temporada 2018-19.

El 28 de junio de 2017 es presentado como nuevo jugador del histórico F. C. Colonia de la 1. Bundesliga. Debuta de manera oficial el 12 de agosto con gol de tiro penal en la goleada 5-0 sobre Leher por la Copa de Alemania. Debuta en la Liga de Europa de la UEFA con gol en la derrota 3-1 en su visita al Arsenal F. C. inglés, marcándole a su compatriota David Ospina.
El 16 de septiembre del 2018 marca su primer gol en la nueva temporada en la derrota 3-5 como locales frente a Paderborn 07. Su primer doblete lo marca el 10 noviembre en la goleada 8-1 sobre Dinamo Dresde. El 8 de febrero de 2019 marca su primer  hat-trick  como profesional en la goleada 4-1 sobre F. C. San Pauli saliendo como la figura del partido. El 6 de mayo del mismo 2019 marcaría su segundo hat-trick en la victoria como visitante del Colonia 0-4 frente al Greuther Fürth válido por la fecha 32 del campeonato de liga, fecha en la cual alcanzaría el título de la 2. Bundesliga junto al club consiguiendo llegar por primera vez a 20 goles en una temporada en su carrera, además de lograr el ascenso directo a la 1. Bundesliga.
El 11 de agosto en el debut de la temporada 2019-20 marca gol en el empate a tres goles contra Wiesbaden en el clasifican por penales en Copa. Su primer gol en Liga lo hace el 8 de noviembre en la derrota como locales 1-2 contra Hoffenheim, el 30 de noviembre marca sobre los últimos minutos el gol del empate a un gol contra el F. C. Augsburgo. El 21 de diciembre marca el gol de la victoria por la mínima sobre otra gran histórico, el Werder Bremen. El 18 de enero marca su primer doblete de la temporada en la victoria 3-1 sobre el VfL Wolfsburgo, vuelve a marcar doblete el 22 de febrero en la goleada 5-0 como visitantes ante el Hertha Berlín además de dar una asistencia, siendo la figura del partido.
El 15 de septiembre de 2020 es presentado como nuevo jugador del Hertha de Berlín de la 1. Bundesliga firmando hasta el 2024, los clubes no dieron el precio de las transferencia pero se dio un aproximado de 20 millones de euros. Debuta el 19 de septiembre marcando gol al minuto 90 para sentencia el 4 por 1 final como visitantes ante el Werder Bremen ingresando en el segundo tiempo por Krzysztof Piątek, el 4 de octubre marca nuevamente en la derrota 4-3 contra el Bayern de Múnich siendo el tercer gol que le marca al club más grande de Alemania, vuelve a marca el 24 en la derrota 2-1 contra el R. B. Leipzig.

### F. C. Krasnodar

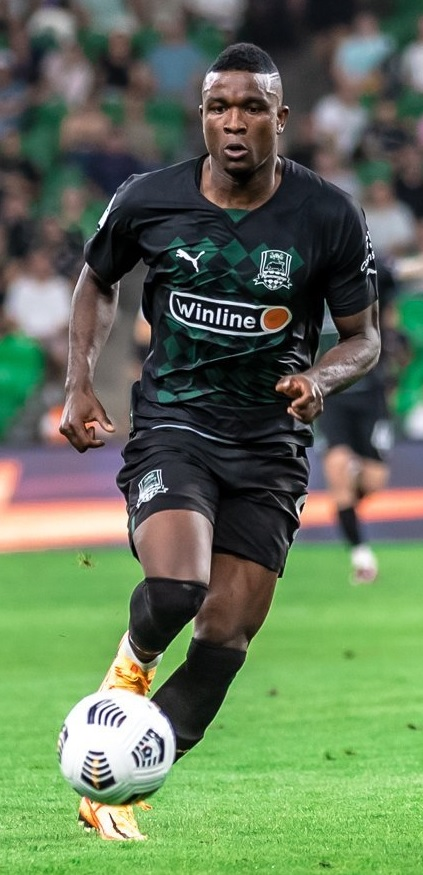
Córdoba con el F. C. Krasnodar en 2022.

El 23 de julio de 2021 se confirmó su marcha del fútbol alemán para jugar en el F. C. Krasnodar ruso por un precio alrededor de los 20 millones de euros.

## Selección nacional

### Categorías inferiores
Córdoba fue convocada al Sudamericano Sub-20 de 2013 con la camiseta número 9. Debutó con gol contra Paraguay dándole la victoria por 1-0. Contra Bolivia marcaría doblete en la goleada 6-0, no fue seleccionado en el juego final de la fase de grupos contra Argentina, donde Colombia ya estaba clasificado para la siguiente ronda. Luego anota contra Uruguay dándole la victoria por la mínima que le permitió encabezar el grupo. Al final lograron ser campeones del Sudamericano donde Córdoba sería una de las figuras con cuatro goles.
Córdoba participó con el equipo nuevamente para el Torneo Esperanzas de Toulon de 2013, donde no logró marcar un solo gol. A pesar de esto, Colombia logró convertirse en el subcampeón del torneo.
En mayo de 2013 sería convocado para disputar el Mundial Sub-20, debutaría contra Australia en el que desperdició muchas oportunidades mientras que Colombia perdía 1-0, finalmente logró marcar un gol en el minuto 78, lo que resultó en un empate 1–1. En el último partido de la fase de grupos marca de tiro penal en la goleada 3-0 contra El Salvador
Categorias Superiores
Córdoba fue convocado para las eliminatorias 2024 del mundial 2026 y la copa América de 2024 celebrada en Estados Unidos donde Colombia salió subcampeona con Córdoba participando de dos goles y una asistencia.   

#### Participaciones en Torneos Juveniles
| Campeonato                          | Sede                       | Resultado                  | PJ | GA | Asis |
| ----------------------------------- | -------------------------- | -------------------------- | -- | -- | ---- |
| Sudamericano Sub-20 de 2013         | Argentina                  | Campeón                    | 7  | 4  | N/A  |
| Torneo Esperanzas de Toulon de 2013 | Francia                    | Subcampeón                 | 4  | 0  | N/A  |
| Total en Torneos Juveniles          | Total en Torneos Juveniles | Total en Torneos Juveniles | 11 | 4  | N/A  |

#### Participaciones en Copas del Mundo Juveniles
| Mundial                     | Sede    | Resultado        | PJ | GA | Asis |
| --------------------------- | ------- | ---------------- | -- | -- | ---- |
| Copa Mundial Sub-20 de 2013 | Turquía | Octavos de final | 4  | 2  | 0    |

### Selección absoluta
El 3 de octubre de 2020 fue convocado a la Selección Colombia por el técnico Carlos Queiroz para las primeras fechas de las eliminatorias a Catar 2022 contra Venezuela y Chile en reemplazo de Luis Díaz, al final no debutaría en ningún partido. 
Debutó el 16 de noviembre de 2023 en la victoria 2-1 sobre Brasil por Eliminatorias.Su primer gol lo marcó en el triunfo 3-2 sobre Rumania por un amistoso internacional.El 28 de junio de 2024 anotaría su primer gol oficial en la victoria 3-0 sobre Costa Rica, por la fase de grupos de Copa América 2024. En este partido además le cometieron un penal.Contra Panamá en cuartos de final anotó su segundo tanto oficial.

#### Participaciones enEliminatorias al Mundial
| Eliminatoria                               | Sede del Mundial                | Posición               | Resultado  | PJ | GA | Asis |
| ------------------------------------------ | ------------------------------- | ---------------------- | ---------- | -- | -- | ---- |
| Eliminatorias Mundial de Catar 2022        | Catar                           | 6°lugar 23pts          | Eliminado  | 0  | 0  | 0    |
| Eliminatorias Mundial de Norteamérica 2026 | Estados Unidos, México y Canadá | 6°lugar 22pts          | En disputa | 8  | 0  | 0    |
| Total en Eliminatorias                     | Total en Eliminatorias          | Total en Eliminatorias | 0/1        | 8  | 0  | 0    |

#### Participaciones enCopas América
| Torneo            | Sede           | Resultado  | PJ | GA | Asis |
| ----------------- | -------------- | ---------- | -- | -- | ---- |
| Copa América 2024 | Estados Unidos | Subcampeón | 6  | 2  | 2    |

#### Goles internacionales
| #  | Fecha               | Lugar                                                  | Rival      | Gol   | Resultado | Competición       |
| -- | ------------------- | ------------------------------------------------------ | ---------- | ----- | --------- | ----------------- |
| 1. | 26 de marzo de 2024 | Estadio Metropolitano, Madrid, España                  | Rumania    | 1 – 0 | 3 – 2     | Amistoso          |
| 2. | 15 de junio de 2024 | Estadio Pratt & Whitney, East Hartford, Estados Unidos | Bolivia    | 2 – 0 | 3 – 0     | Amistoso          |
| 3. | 28 de junio de 2024 | State Farm Stadium, Glendale, Estados Unidos           | Costa Rica | 1 – 0 | 3 – 0     | Copa América 2024 |
| 4. | 6 de julio de 2024  | State Farm Stadium, Glendale, Estados Unidos           | Panamá     | 1 – 0 | 5 – 0     | Copa América 2024 |

## Estadísticas

### Clubes
Actualizado hasta el 20 de julio de 2025.
| Club                          | Div.          | Temporada     | Liga  | Liga  | Liga   | Copas nacionales | Copas nacionales | Copas nacionales | Copas internacionales | Copas internacionales | Copas internacionales | Total | Total | Total  | Media goleadora |
| Club                          | Div.          | Temporada     | Part. | Goles | Asist. | Part.            | Goles            | Asist.           | Part.                 | Goles                 | Asist.                | Part. | Goles | Asist. | Media goleadora |
| ----------------------------- | ------------- | ------------- | ----- | ----- | ------ | ---------------- | ---------------- | ---------------- | --------------------- | --------------------- | --------------------- | ----- | ----- | ------ | --------------- |
| Envigado F. C. · Colombia     | 1.ª           | 2010          | 1     | 0     | 0      | —                | —                | —                | —                     | —                     | —                     | 1     | 0     | 0      | 0               |
| Envigado F. C. · Colombia     | 1.ª           | 2011          | 20    | 5     | 1      | 8                | 2                | 0                | —                     | —                     | —                     | 28    | 7     | 1      | 0.25            |
| Envigado F. C. · Colombia     | 1.ª           | 2012          | 16    | 6     | 0      | 2                | 0                | 0                | —                     | —                     | —                     | 18    | 6     | 0      | 0.33            |
| Envigado F. C. · Colombia     | Total club    | Total club    | 37    | 11    | 1      | 10               | 2                | 0                | —                     | —                     | —                     | 47    | 13    | 1      | 0.28            |
| Jaguares de Chiapas · México  | 1.ª           | 2012-13       | 17    | 1     | 2      | 4                | 1                | 0                | —                     | —                     | —                     | 21    | 2     | 2      | 0.1             |
| Jaguares de Chiapas · México  | Total club    | Total club    | 17    | 1     | 2      | 4                | 1                | 0                | —                     | —                     | —                     | 21    | 2     | 2      | 0.1             |
| R. C. D. Espanyol · España    | 1.ª           | 2013-14       | 28    | 4     | 2      | 5                | 0                | 0                | —                     | —                     | —                     | 33    | 4     | 2      | 0.12            |
| R. C. D. Espanyol · España    | Total club    | Total club    | 28    | 4     | 2      | 5                | 0                | 0                | —                     | —                     | —                     | 33    | 4     | 2      | 0.12            |
| Granada C. F. · España        | 1.ª           | 2014-15       | 23    | 4     | 0      | 2                | 1                | 0                | —                     | —                     | —                     | 25    | 5     | 0      | 0.2             |
| Granada C. F. · España        | Total club    | Total club    | 23    | 4     | 0      | 2                | 1                | 0                | —                     | —                     | —                     | 25    | 5     | 0      | 0.2             |
| 1. FSV Maguncia 05 · Alemania | 1.ª           | 2015-16       | 22    | 5     | 2      | —                | —                | —                | —                     | —                     | —                     | 22    | 5     | 2      | 0.23            |
| 1. FSV Maguncia 05 · Alemania | 1.ª           | 2016-17       | 28    | 5     | 5      | 2                | 2                | 0                | 6                     | 1                     | 0                     | 36    | 8     | 5      | 0.23            |
| 1. FSV Maguncia 05 · Alemania | Total club    | Total club    | 50    | 10    | 7      | 2                | 2                | 0                | 6                     | 1                     | 0                     | 58    | 13    | 7      | 0.22            |
| F. C. Colonia · Alemania      | 1.ª           | 2017-18       | 18    | 0     | 2      | 1                | 1                | 0                | 3                     | 1                     | 0                     | 22    | 2     | 2      | 0.09            |
| F. C. Colonia · Alemania      | 2.ª           | 2018-19       | 31    | 20    | 3      | 2                | 1                | 0                | —                     | —                     | —                     | 33    | 21    | 3      | 0.64            |
| F. C. Colonia · Alemania      | 1.ª           | 2019-20       | 29    | 13    | 2      | 2                | 1                | 1                | —                     | —                     | —                     | 31    | 14    | 3      | 0.45            |
| F. C. Colonia · Alemania      | Total club    | Total club    | 78    | 33    | 7      | 5                | 3                | 1                | 3                     | 1                     | 0                     | 86    | 37    | 8      | 0.43            |
| Hertha de Berlín · Alemania   | 1.ª           | 2020-21       | 21    | 7     | 2      | 0                | 0                | 0                | —                     | —                     | —                     | 21    | 7     | 2      | 0.29            |
| Hertha de Berlín · Alemania   | Total club    | Total club    | 21    | 7     | 2      | 0                | 0                | 0                | 0                     | 0                     | 0                     | 21    | 7     | 2      | 0.33            |
| F. C. Krasnodar · Rusia       | 1.ª           | 2021-22       | 15    | 6     | 4      | 1                | 0                | 0                | —                     | —                     | —                     | 16    | 6     | 4      | 0.38            |
| F. C. Krasnodar · Rusia       | 1.ª           | 2022-23       | 23    | 14    | 8      | 14               | 7                | 2                | —                     | —                     | —                     | 37    | 21    | 10     | 0.57            |
| F. C. Krasnodar · Rusia       | 1.ª           | 2023-24       | 27    | 15    | 6      | 5                | 3                | 0                | —                     | —                     | —                     | 32    | 18    | 6      | 0.56            |
| F. C. Krasnodar · Rusia       | 1.ª           | 2024-25       | 25    | 12    | 5      | 5                | 1                | 0                | —                     | —                     | —                     | 30    | 13    | 5      | 0.43            |
| F. C. Krasnodar · Rusia       | 1.ª           | 2025-26       | 1     | 0     | 1      | 1                | 0                | 0                | —                     | —                     | —                     | 2     | 0     | 1      | 0               |
| F. C. Krasnodar · Rusia       | Total club    | Total club    | 91    | 47    | 24     | 26               | 11               | 2                | 0                     | 0                     | 0                     | 117   | 58    | 26     | 0.5             |
| Total carrera                 | Total carrera | Total carrera | 344   | 117   | 45     | 54               | 20               | 3                | 9                     | 2                     | 0                     | 407   | 139   | 48     | 0.34            |

### Selección
Actualizado al último partido disputado el 20 de marzo de 2025.
| Selección           | Año   | Amistosos | Amistosos | Amistosos | Mundial | Mundial | Mundial | Sudamérica | Sudamérica | Sudamérica | Total | Total | Total |
| Selección           | Año   | Part.     | Goles     | Asis.     | Part.   | Goles   | Asis.   | Part.      | Goles      | Asis.      | Part. | Goles | Asis. |
| ------------------- | ----- | --------- | --------- | --------- | ------- | ------- | ------- | ---------- | ---------- | ---------- | ----- | ----- | ----- |
| Sub-20 · Colombia   | 2013  | —         | —         | —         | 4       | 2       | 0       | 7          | 4          | 0          | 11    | 6     | 0     |
| Sub-20 · Colombia   | Total | —         | —         | —         | 4       | 2       | 0       | 7          | 4          | 0          | 11    | 6     | 0     |
| Sub-21 · Colombia   | 2013  | 4         | 0         | 0         | —       | —       | —       | —          | —          | —          | 4     | 0     | 0     |
| Sub-21 · Colombia   | Total | 4         | 0         | 0         | —       | —       | —       | —          | —          | —          | 4     | 0     | 0     |
| Absoluta · Colombia | 2020  | —         | —         | —         | —       | —       | —       | 0          | 0          | 0          | 0     | 0     | 0     |
| Absoluta · Colombia | 2023  | —         | —         | —         | —       | —       | —       | 2          | 0          | 0          | 2     | 0     | 0     |
| Absoluta · Colombia | 2024  | 2         | 2         | 0         | —       | —       | —       | 11         | 2          | 1          | 13    | 4     | 1     |
| Absoluta · Colombia | 2025  | —         | —         | —         | —       | —       | —       | 1          | 0          | 0          | 1     | 0     | 0     |
| Absoluta · Colombia | Total | 2         | 2         | 0         | 0       | 0       | 0       | 14         | 2          | 1          | 16    | 4     | 1     |
| Total               | Total | 6         | 2         | 0         | 4       | 2       | 0       | 21         | 6          | 1          | 31    | 10    | 1     |

### Hat-trick
| 1 | 8 de febrero de 2019 | Estadio Rhein Energie, Colonia | Colonia - F. C. San Pauli |  | 4 - 1 | 2. Bundesliga |
| 1 | 6 de mayo de 2019    | Trolli-Arena, Fürth            | Greuther Fürth - Colonia  |  | 0 - 4 | 2. Bundesliga |

## Palmarés

### Campeonatos nacionales
| Título                | Club             | País     | Año     |
| --------------------- | ---------------- | -------- | ------- |
| 2. Bundesliga         | 1. F. C. Colonia | Alemania | 2018-19 |
| Liga Premier de Rusia | F. C. Krasnodar  | Rusia    | 2024-25 |

### Campeonatos internacionales
| Título              | Equipo          | País      | Año  |
| ------------------- | --------------- | --------- | ---- |
| Sudamericano Sub-20 | Colombia sub-20 | Argentina | 2013 |

(*) Incluyendo la selección.

### Distinciones individuales
| Distinción                                    | Año  |
| --------------------------------------------- | ---- |
| Máximo goleador de la Copa de Rusia (7 goles) | 2023 |
| Mejor gol de la Liga Premier de Rusia         | 2025 |
| Mejor delantero de la Liga Premier de Rusia   | 2025 |
| Mejor jugador de la Liga Premier de Rusia     | 2025 |

## Vida privada

### Legado deportivo
Su padre es el exfutbolista colombiano Manuel Acisclo Córdoba, también apodado Triciclo, que también jugó de delantero, durante 17 años como profesional logró marcar 144 goles.

### Familiar
Jhon, se encuentra casado y tiene una hija con Anabel García, hermana del exfutbolista y entrenador español Sergio García.